# Jalin Hyatt
Jalin Daveon Hyatt (geboren am 25. September 2001 in Irmo, South Carolina) ist ein US-amerikanischer American-Football-Spieler auf der Position des Wide Receivers. Er spielte College Football für die Tennessee Volunteers und wurde im NFL Draft 2023 in der dritten Runde von den New York Giants ausgewählt. In der Saison 2022 gewann Hyatt den Fred Biletnikoff Award als bester Wide Receiver im College Football.

## Frühe Jahre und College
Hyatt besuchte die Dutch Fork High School in seiner Heimatstadt Irmo, South Carolina, und spielte dort Football. Ab 2020 ging er auf die University of Tennessee, um College Football für die Tennessee Volunteers zu spielen. Von den beiden großen College-Football-Teams in seinem Bundesstaat an der Clemson University und der University of South Carolina hatte er keine Stipendienangebote erhalten, da diese ihn mit einem Gewicht von 153 Pfund (rund 69 kg) als zu schmächtig für das College-Football-Niveau erachteten. In seinen ersten beiden Jahren am College war Hyatt Ergänzungsspieler und verzeichnete 20 gefangene Pässe für 276 Yards und zwei Touchdowns in der Saison 2020 und 21 gefangene Pässe für 226 Yards und zwei Touchdowns in der Saison 2021.
Infolge des Abgangs von Velus Jones Jr. in die NFL nahm Hyatt 2022 eine größere Rolle bei den Volunteers ein. Um Gewicht aufzubauen und physischer spielen zu können, aß er in der Vorbereitung auf die Saison fünf Mahlzeiten pro Tag. In den ersten drei Spielen der Saison kam Hyatt auf 18 Catches für 267 Yards und zwei Touchdowns. Gegen die Akron Zips im vierten Spiel stach er mit fünf gefangenen Pässen für 166 Yards und zwei Touchdowns hervor. In dieser Partie erlitt mit Cedric Tillman der andere bedeutende Receiver der Volunteers eine Knöchelverletzung, sodass Hyatt in der Folge noch wichtiger als Anspielstation für Quarterback Hendon Hooker wurde. Beim 52:49-Sieg über die Alabama Crimson Tide, gegen die Tennessee zuvor 15 Jahre lang in Folge verloren hatte, fing Hyatt sechs Pässe für 207 Yards und erzielte fünf Touchdowns, womit er einen Rekord bei den Volunteers für die meisten gefangenen Touchdowns in einem Spiel aufstellte. Insgesamt verzeichnete Hyatt 67 gefangene Pässe für 1267 Yards und 15 Touchdowns. Seine 15 Touchdowns sind Bestwert eines Spielers der Volunteers in einer Saison. Hyatt wurde mit dem Fred Biletnikoff Award als bester Wide Receiver der Saison ausgezeichnet, womit er der erste Spieler der Volunteers war, dem dies gelang. Zudem wurde er in das All-Star-Team der Southeastern Conference (SEC) sowie als dreizehnter Spieler in der Geschichte der Volunteers zum Unanimous All-American gewählt.
Am 14. Dezember 2022 gab Hyatt bekannt, auf den Orange Bowl zum Saisonabschluss zu verzichten und sich für den NFL Draft 2023 anzumelden.

## NFL
Im NFL Draft 2023 wurde Hyatt in der dritten Runde an 73. Stelle von den New York Giants ausgewählt.